# Bombylius magnificus
Bombylius magnificus är en tvåvingeart som beskrevs av Neal L. Evenhuis 1980. Bombylius magnificus ingår i släktet Bombylius och familjen svävflugor. Inga underarter finns listade i Catalogue of Life.